# دوئین سوانسون
دوئین سوانسون (انگلیسی: Duane Swanson; ۲۳ اوت ۱۹۱۳ – ۱۳ سپتامبر ۲۰۰۰) بازیکن بسکتبال اهل ایالات متحده آمریکا بود.